# فواصل عمدانية

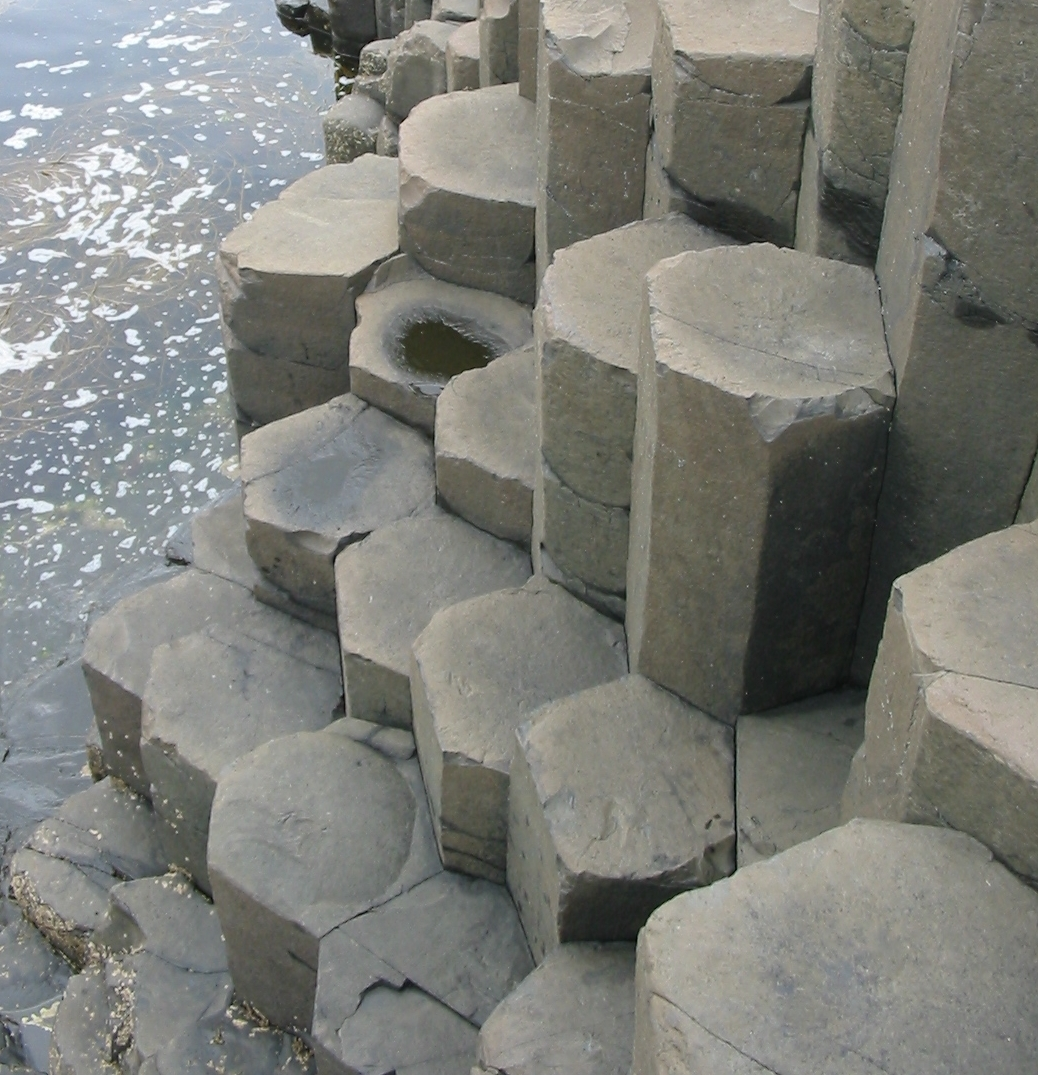
فواصل عمدانية في أيرلندا الشمالية.

الفواصل العمدانية (بالإنجليزية: Columnar jointing)‏، هي بٌنية جيولوجية بنظام شقوق حيث يتم تجزئ الصخور إلى مضلعات خماسيّة أو سداسية لتُشكل أعمدة، تحدث الفواصل العمدانية في العديد من أنواع الصخور البركانية وهي شائعة في البازلت.
الأعمدة يمكن أن تختلف من 3 أمتار إلى بضعة سنتيمترات في القطر، ويمكن أن تصل إلى 30 متراً. وعادة ما تكون متوازية ومستقيمة، ولكن يمكن أيضاً أن تكون منحنية وتختلف في القطر.